# Septoria cirsii
Septoria cirsii är en svampart som beskrevs av Niessl 1865. Septoria cirsii ingår i släktet Septoria och familjen Mycosphaerellaceae.   Inga underarter finns listade i Catalogue of Life.